# Misionarstvo
Misionarstvo ili misijski rad (latinski: "missio" = "slati") predstavlja organiziranu aktivnost neke religijske zajednice u svrhu pridobivanja (preobraćenja) novih članova. Osobe koje obavljaju misionarsku djelatnost nazivaju se misionarima.
Iako se misionarstvo kao pojam prvi put koristilo u kršćanskim izvorima, odnosno obično se vezuje uz kršćanstvo, misionarske djelatnosti su značajka i drugih religija. Tako se još u 3. stoljeću pr. Kr. u doba indijskog cara Ašoka bilježi masovno širenje budizma preko misionara, koji su iz Južne Azije pohodili Tibet i susjedna područja.
Katolička Crkva je od svojih početaka djelovala misionarski šireći Isusovo Evanđelje. Kroz povijest mnogi su kršćani naročito svećenici i časne sestre odlazili u zemlje, gdje još Evanđelje nije bilo naviješteno. Zemlje u kojima djeluju misionari zovu se misijske zemlje. Osim navještanjem vjere, misionari se bave i humanitarnim i odgojnim radom: podižu škole i bolnice. 
Katolička Crkva po svojoj je biti misionarska. Isus je svojim učenicima dao zapovijed: "Učinite mojim učenicima sve narode krsteći ih u ime Oca i Sina i Duha Svetoga i učeći ih čuvati sve što sam vam zapovijedio! (Mt 28,19)"
U početku su misionari nametali kulturu zemlje iz koje se dolazili, a kasnije su nastojali uklopiti kršćanstvo u postojeću kulturu. Među najvećim misionarima u povijesti su: sv. Pavao, sv. Franjo Ksaverski, Otac Damien i Majka Terezija. Sv. Mala Terezija zaštitnica je misija. Makar nikad nije bila u misijama, imala je žarku želju otići u misije, ali je bila spriječena bolešću i ranom smrću. Od hrvatskih misionara ističu se don Ante Gabrić, koji je djelovao u Indiji i fra Vjeko Ćurić, koji je poginuo djelujući u misiji u Ruandi te blažena Marija Petković, koja je djelovala u Južnoj Americi.

## Povezano
- Misijska krunica
- Radosna vijest
- MIVA

## Vanjske poveznice
Mrežna mjesta
- misije Hrvatska opća enciklopedija